# Гаммер, Грейс
Грейс Гаммер (англ. Grace Gummer, род. 9 мая 1986) — американская актриса.

## Биография
Дочь Мерил Стрип.
Гаммер родилась в Нью-Йорке, но росла в Лос-Анджелесе и Коннектикуте, вместе со старшим братом Генри Вулфом Гаммером, старшей сестрой Мэми Гаммер и младшей сестрой Луизой.

## Карьера
Её первое появление на экранах состоялось в 1993 году, в фильме Стрип «Дом духов». В 2008 году она начала свою профессиональную актёрскую карьеру, выступая на малой сцене, а затем переместилась на телевидение с главной ролью в сериале TeenNick «Гигантик». С тех пор она появилась с небольшими ролями в фильмах «Ларри Краун» и «Милая Фрэнсис», а также брала на себя второстепенные роли в сериалах «Последний час» и «Новости».
В 2014 году, после роли в фильме «Местный», Гаммер получила регулярную роль второго плана в сериале CBS «За пределами». В том же году она взяла на себя второстепенную роль медсестры в четвёртом сезоне сериала FX «Американская история ужасов».

## Личная жизнь
С 10 июля 2019 года Гаммер замужем за музыкантом Тэем Стрэтэйрном, сыном актёра Дэвида Стрэтэйрна (Стрэтэйрн и мать Гаммер, Мерил Стрип, играли мужа и жену в фильме «Дикая река»). 23 марта 2020 года Гаммер подала на развод, указав датой расставания 21 августа 2019 года.
4 сентября 2021 года Гаммер вышла замуж за музыканта и продюсера Марка Ронсона. 13 октября 2022 года Гаммер и Ронсон объявили, что ждут своего первого ребёнка.

## Фильмография
| Год  | Название на русском | Название на английском   | Роль            | Примечания                     |
| ---- | ------------------- | ------------------------ | --------------- | ------------------------------ |
| 1993 | Дом духов           | The House of the Spirits | Клара в детстве |                                |
| 2010 | Мескада             | Meskada                  | Нэт Коллинз     |                                |
| 2010 |                     | Bashert                  | Эбби            | Короткометражный фильм         |
| 2011 | Предел риска        | Margin Call              | Люси            | Сцены были удалены при монтаже |
| 2011 | Ларри Краун         | Larry Crowne             | Натали          |                                |
| 2012 | Милая Фрэнсис       | Frances Ha               | Рэйчел          |                                |
| 2014 | Местный             | The Homesman             | Арабелла Сорс   |                                |
| 2014 | Уроки вождения      | Learning to Drive        | Таша            |                                |
| 2015 | Свадьба Дженни      | Jenny’s Wedding          | Энни            |                                |

| Год       | Название на русском                   | Название на английском            | Роль                   | Примечания                             |
| --------- | ------------------------------------- | --------------------------------- | ---------------------- | -------------------------------------- |
| 2010—2011 | Гигантик                              | Gigantic                          | Анна Мур               | Регулярная роль, 18 эпизодов           |
| 2012—2013 | Смэш                                  | Smash                             | Кэти Рэнд              | Эпизоды: «The Coup» и «Musical Chairs» |
| 2013      | Последний час                         | Zero Hour                         | Агент ФБР Пейдж Уиллис | 6 эпизодов                             |
| 2013—2014 | Новости                               | The Newsroom                      | Хэлли Ши               | 10 эпизодов                            |
| 2013      | Американская история ужасов: Шабаш    | American Horror Story: Coven      | Милли                  | Эпизод: «The Axeman Cometh»            |
| 2014—2015 | За пределами                          | Extant                            | Джули Желино           | Регулярная роль                        |
| 2014—2015 | Американская история ужасов: Фрик шоу | American Horror Story: Freak Show | Пенни                  | Второстепенная роль                    |
| 2016      | Мистер Робот                          | Mr. Robot                         | Доминик ДиПьеро        |                                        |
| 2016      | Слушание                              | Confirmation                      | Рики Сайдман           |                                        |
| 2019      | Горячая зона                          | The Hot Zone                      | Мелинда Роудс          | Второстепенная роль                    |
| 2021      | Доктор Смерть                         | Dr. Death                         | Ким Морган             | Регулярная роль, 8 эпизодов            |
| 2022      | Впусти меня                           | Let the Right One In              | Клэр Логан             | Главная роль, 10 эпизодов              |
| 2024      | Американская история ужасов: Нежность | American Horror Story: Delicate)  | Маргарет               | Эпизод: "Opening night"                |